# Highland queen
Highland Queen är en whisky producerad och buteljerad i Skottland sedan omkring 1893. Det är en blended whisky som fick sitt namn av att en av de som började göra denna blend, Alexander Muir of Leith, hade kontakt med Maria Stuart, även kallad Mary Queen of Scots.
Blandningen består av 30-35% maltwhisky, mestadels Glen Moray Single Malt Scotch Whisky.